# Chapelle de Grolée
La chapelle de Grolée, est une chapelle datant du XVe siècle à Viriville, dans le département de l'Isère. Elle est labellisée Patrimoine en Isère.
La chapelle abrite une peinture sur bois de 1602 classée au titre objet aux Monuments historiques depuis 1986 et représentant la remise du rosaire à saint Dominique et sainte Catherine de Sienne.

## Situation
La chapelle est située contre les vestiges du rempart nord du château de Viriville, en contrebas des ruines de ce dernier.

## Description architecturale
La chapelle présente une nef à deux vaisseaux, et un chœur à chevet plat, ainsi qu'une sacristie.
Outre la peinture sur bois, sont présents sur les murs deux séries de décors peints, le premier composé de faux drapés datant probablement du XVIIe siècle, et un second plus tardif représentant les apparition de Lourdes et de La Salette.

## Historique
La chapelle a probablement été construite au XVe siècle par la famille de Grolée lorsque celle-ci entre en possession du château. Elle est fortement remaniée aux XIXe et XXe siècles, particulièrement au niveau de ses ouvertures, seule la porte sud témoignant de la construction d'origine.